# Мосна (Польща)
Мосна (пол. Mosna, нім. Mossen) — село в Польщі, у гміні Черськ Хойницького повіту Поморського воєводства.
У 1975-1998 роках село належало до Бидгощського воєводства.